# Sägeschnabel-Schattenkolibri
Der Sägeschnabel-Schattenkolibri (Ramphodon naevius) oder auch Sägeschnabel-Eremit ist ein Vogel aus der Familie der Kolibris (Trochilidae) und die einzige Art der somit monotypischen Gattung Ramphodon. Er lebt an den Osthängen der Bergwälder entlang der Küste des Atlantischen Ozeans in Südostbrasilien. Die Art gilt als „nicht gefährdet“ (Least Concern).

## Beschreibung

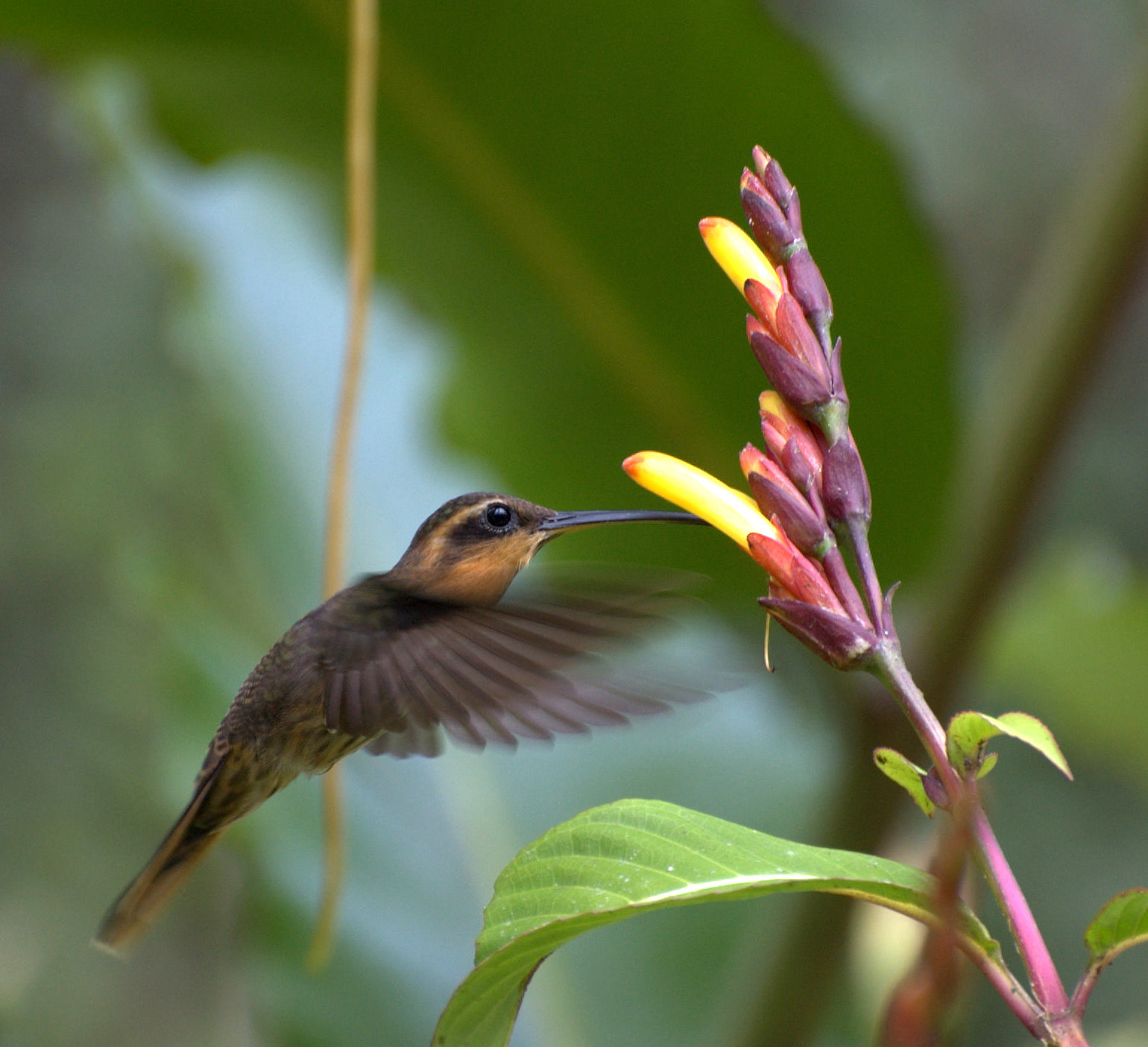
Ein Sägeschnabel-Schattenkolibri beim Saugen von Nektar

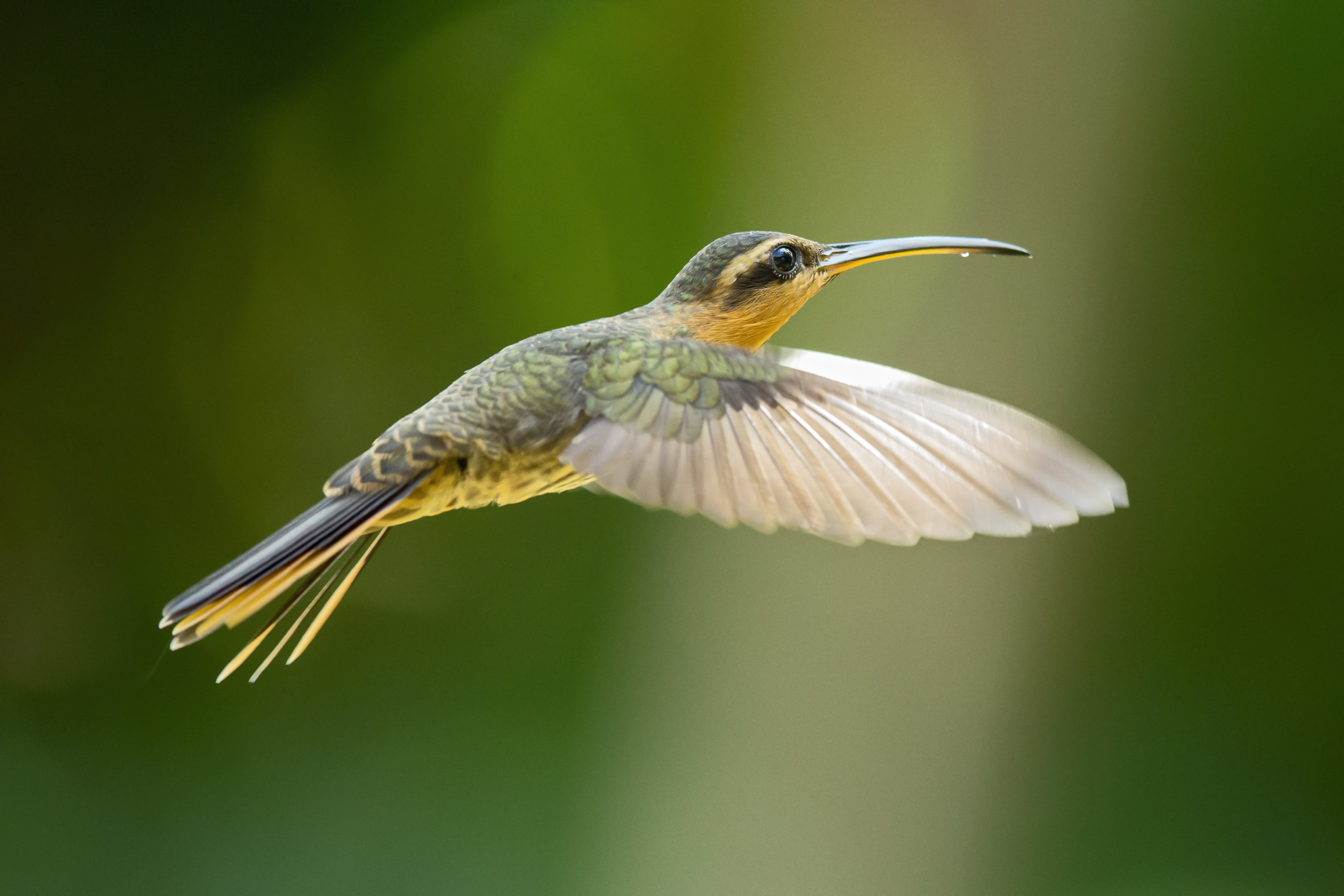
Sägeschnabel-Schattenkolibri im Flug

Verbreitung des Sägeschnabel-Schattenkolibris

Die Gesamtlänge des Männchens beträgt etwa 15 cm, die des Weibchens etwa 14 cm. Das Gewicht beträgt rund 11 g, die Länge des kräftigen und wenig gebogenen Schnabels etwa 3,5 cm. Während der Oberschnabel schwarz ist, hat der Unterschnabel eine gelbliche Färbung mit schwarzer Spitze. Die Art zeigt einen Sexualdimorphismus.
Das Männchen ist an seiner Oberseite dunkel oliv-braun, vom Auge bis zum Nacken zieht sich ein cremefarbener Streifen. Die Kehle ist hell rostbraun und hat in der Mitte einen schwarz gestrichelten Längsstreifen, während Brust und Bauch schwarz und weiß gestrichelt sind. Der schwarze Schwanz mit violettem Schimmer ist gerundet. Die äußeren drei Paare der Steuerfedern haben cremefarbene Spitzen, die nach außen hin größer werden.
Das Weibchen ist kleiner als das Männchen. Der Schnabel zeigt eine etwas stärker ausgeprägte Biegung. Der Kehlstreifen ist allenfalls angedeutet.

## Schutzstatus
Der Sägeschnabel-Schattenkolibri galt bis zur letzten Schätzung 2021 als „potenziell gefährdet“ (Near Threatend). Die IUCN und BirdLife International listen ihn aktuell als „nicht gefährdet“ (Least Concern). Begründet wir dies mit dem recht großen Verbreitungsgebiet von etwa 380.000 km² und einer geschätzten Anzahl von 175.000-1.710.000 adulten Individuen.

## Systematik
Heute ist der Sägeschnabel-Schattenkolibri die einzige Art innerhalb der Gattung Ramphodon, zu der früher auch der Bronzeschwanz-Schattenkolibri zählte. Obwohl er in die Unterfamilie Phaethornithinae (Schattenkolibris oder Eremiten) klassifiziert ist, zeigt er Ähnlichkeiten mit den Eigentlichen Kolibris (Unterfamilie Trochilinae). Eine Reihe von Autapomorphien wie beispielsweise der ungewöhnliche Schnabel lässt die Vermutung zu, dass er zu den urtümlichsten Arten innerhalb der Abstammungslinie der Schattenkolibris zählt.

## Etymologie und Forschungsgeschichte
Charles Dumont de Sainte Croix beschrieb den Kolibri unter dem Namen Trochilus nævius. Als Fundort gab er den Berg Corcovado in Brasilien an. Erst 1830 mit seiner vierten Lieferung zu Traité d’ornithologie wurde die Art von René Primevère Lesson der neuen Gattung Ramphodon zugeordnet. Dieses Wort stammt vom griechischen Wort ῥαμφος rhamphos für „Schnabel“ und ὀδούς, ὀδών odoús, odṓn für „Zahn“ ab. Naevius ist das lateinische Wort für „gepunktet, gefleckt, getupft“.